# Jan Mauersberger
Jan Paweł Mauersberger, ps. ks. Longin (ur. 4 września 1877 w Warszawie, zm. 12 sierpnia 1942) – ksiądz, doktor teologii, instruktor harcerski i społecznik, harcmistrz Rzeczypospolitej, przewodniczący Komendy Naczelnej ZHP, Przewodniczący ZHP (1923, 1927–1929, 1939–1942), wiceprzewodniczący ZHP (1920–1924, 1931–1939), Naczelny Kapelan ZHP (1924–1925), kapelan Szarych Szeregów (1939–1941), dziekan Wojska Polskiego.

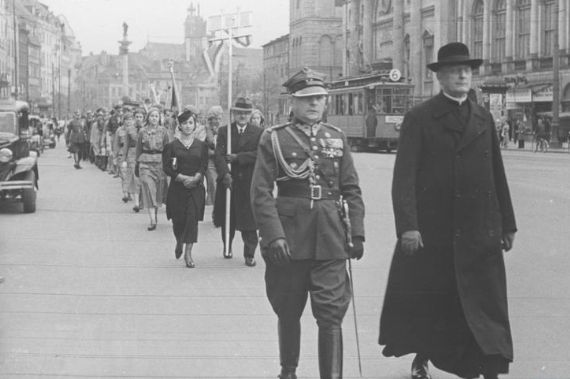
Wiceprzewodniczący ZHP ks. Jan Mauersberger na czele uczestników zjazdu kół harcerskich z okresu zaborów w Warszawie w drodze do Belwederu

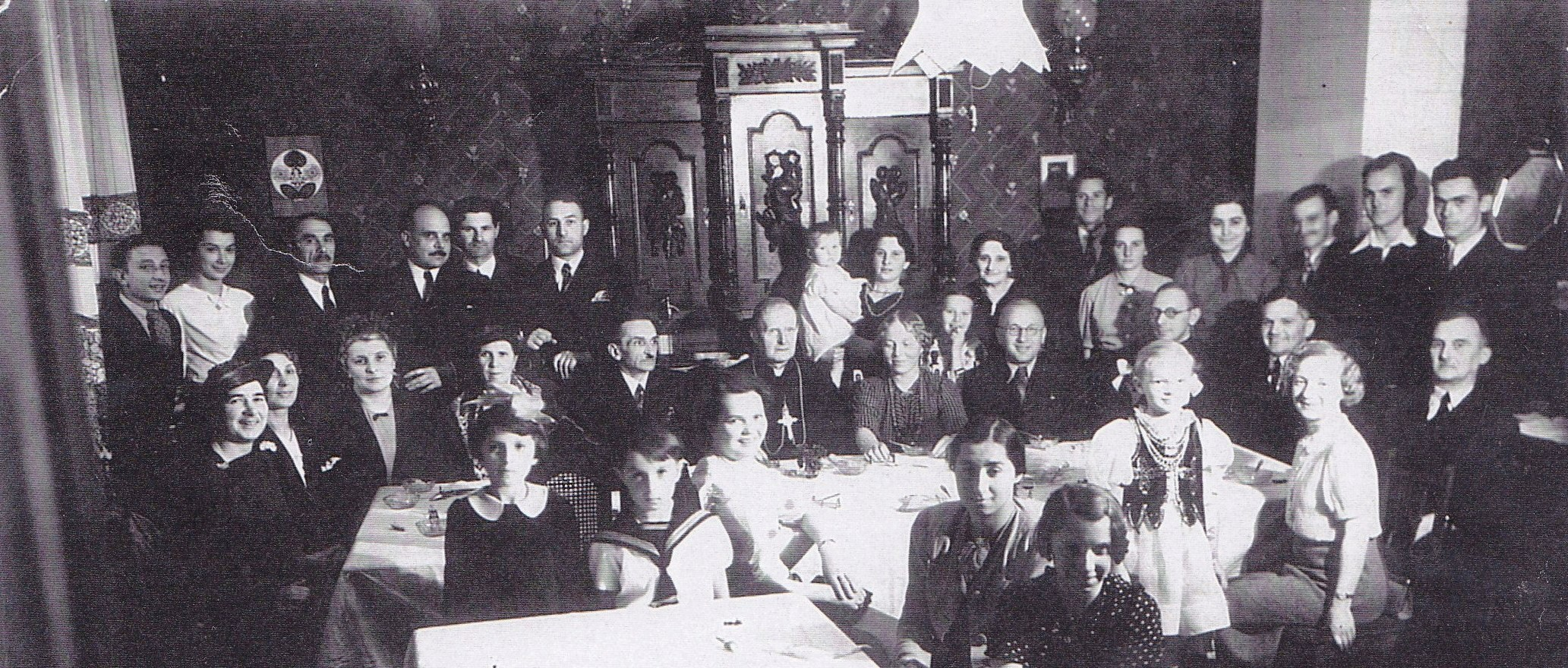
Uroczystość po chrzcie Katarzyny Piskorskiej w 1938 roku. Stoją m.in. Leonard Piskorski (3. od lewej), Przemysław Podgórski (4.), Aleksander Kamiński (5.), Tomasz Piskorski (6.), Katarzyna Piskorska (7., na rękach matki, Marii Piskorskiej, 8.), Anna Piskorska (9., dziecko), Anna Podgórska (10.), Zuzanna Dieuleveut Kaulek (13.), Witold Podgórski (14.), Kazimierz Cetnarowicz (15., drugi od prawej). W centrum siedzi sufragan warszawski Antoni Szlagowski, na lewo od niego siedzi Lucjan Kaulek, najbardziej na lewo siedzi Urszula Niepokojczycka, na prawo od Antoniego Szlagowskiego siedzą Wanda Gentil-Tippenhauer (matka chrzestna), Kazimierz Gorzkowski (ojciec chrzestny) i Jan Mauersberger. Przed Antonim Szlagowskim siedzi bokiem Janina Jurkiewicz

## Życiorys
Był synem Wiktora i Marii Kazimiery z Reinhardtów. W związku z podejrzeniem choroby płuc wyjechał z matką do Algieru. Po wyzdrowieniu studiował teologię i filozofię w Rzymie. Otrzymał tam doktorat z teologii i prawa kanonicznego. Do Warszawy wrócił w 1903 r.
Związany z harcerstwem od 1912 r. (w 16. Warszawskiej Drużynie Harcerzy). W 1914 roku był kapelanem na pierwszym kursie instruktorskim w Skolem. W latach 1915–1916 był członkiem Naczelnej Komendy Skautowej w Warszawie, następnie komendantem Związku Harcerstwa Polskiego (ZHP) w Królestwie Polskim.
W latach 1920–1921 działał na rzecz zjednoczenia organizacji harcerskich i skautowych w jeden Związek Harcerstwa Polskiego. W latach 1923 oraz 1927–1929 pełnił funkcję Przewodniczącego ZHP, a w latach 1924–1925 był jego naczelnym kapelanem. W Kościelisku założył prewentorium dla młodzieży harcerskiej.
Od 1919 był kapelanem Wojska Polskiego. Z dniem 30 listopada 1924 roku, na własną prośbę, został przeniesiony do korpusu oficerów rezerwowych w stopniu proboszcza ze starszeństwem z 1 czerwca 1919 roku i 0,8 lokatą w duchowieństwie wojskowym.
27 grudnia 1933 został powołany z pospolitego ruszenia do służby czynnej, mianowany zawodowym duchownym wojskowym w stopniu dziekana ze starszeństwem z 1 stycznia 1934 i 1. lokatą w duchowieństwie wojskowym wyznania rzymskokatolickiego i przydzielony do Polowej Kurii Biskupiej na stanowisko kanclerza. Na stanowisku kanclerza pozostawał do 1939.
W latach 1939–1942 p.o. Przewodniczący ZHP. Poszukiwany przez Gestapo ukrywał się w Konstancinie.
Zmarł podczas okupacji w Warszawie, pochowany na cmentarzu Powązkowskim (kwatera C-3-22,23).

## Ordery i odznaczenia
- Krzyż Wielki Orderu Odrodzenia Polski (pośmiertnie, 26 września 2009)[6][7]
- Krzyż Komandorski z Gwiazdą Orderu Odrodzenia Polski (10 listopada 1938)[8]
- Krzyż Komandorski Orderu Odrodzenia Polski (27 listopada 1929)[9]
- Krzyż Niepodległości (3 maja 1932)[10]
- Krzyż Kawalerski Orderu Odrodzenia Polski (2 maja 1922)[11][12]
- Odznaka ZHP „Wdzięczności” (1921)
- Honorowy Krzyż Harcerski z Czasów Walk o Niepodległość (1938)
- Odznaka Pamiątkowa Dawnych Harcerzy Małopolskich (1937)[13]